# ヨーグルティング
ヨーグルティング (Yogurting)は、韓国製のMMORPG。かつては韓国・日本・タイの３か国で運営されていたが、後述の通り既にその全てが終了している。
自称のジャンルは「学園オンラインRPG」（韓国では「MMOAAG(Multi Massive Online Action Adventure Game)」という自称ジャンルである。）。日本国内においてはガンホー・オンライン・エンターテイメントの運営により、2005年から2010年まで日本語版が展開されていた。
課金形態は基本無料のアイテム課金方式。略称はヨーグルもしくはYG。

## 概要
韓国で、韓国エヌティックスソフト(Ntixsoft、現・レッドダック(REDDUCK))が開発、韓国ネオウィズ(neowiz)が運営。サービスは2004年7月11日のクローズベータテストから2007年2月27日まで。韓国では電車・バスを用いたラッピング広告も展開されたが、日本ではそのような展開は無い。
タイトルの由来は、とある海外の造語辞典に掲載されていたという「yogurt city」（新しいものが生まれる町、という意味の造語）から。舞台となる学園は、公立エスティバー学園と学校法人宵月学院があり、中高一貫の6年制を想定し、ゲーム中に登場するキャラクターの名前には韓国、中国、欧米をイメージさせるものが混在している。
キャラメイク時に前述の2校のどちらかを選び、転校に相当する要素は無い。両校は各サーバー毎に並存し互いに自由に行き来できるが、アバターの着せ替えがそれぞれ大きく異なる。

## 作品世界
女神や宇宙人、温室内にジャングルがある等「些細な事」を除けば現代世界に非常に近い。
ゲーム内では「無限放学現象（Endless Vacation Phenomenon略してEVP）」により、世界中のほとんどの教師が行方不明になっており、事実上学校としての機能を果たしていない。現時点では複数の学校の生徒会が連携して調査を行っている最中である。

### 私立宵月学院
エスティバーが繁華街の真っ只中に位置しているのに対し、宵月学院は都心から離れた山の麓に位置しており、ある程度孤立した地形条件を持つ。無限放学現象以後ほとんどの教師が消え、それに伴って急激に勢力を増やしたオカルト研究部と、何とか学園を持ち直そうとする生徒会との対立が目立つ。
補足:新校舎も旧校舎も相当古い建物である。旧校舎の校庭のBGMが日本風で、また旧校舎の女子幽霊の制服は戦前の高等女学校等に見られたタイプに似ている。旧校舎内には南北の軍事境界線の描かれていない朝鮮半島の地図が残されている。桜並木など日本の特色が出ている。

### 公立エスティバー学園
かなりの大きさを持つ現代的な学園。誰が何の為にどうやって作ったのか分からない。学園の下には計り知れない規模の古い図書館があり、「最下部に女神が住んでいる」と噂されている。無限放学現象以降有名になった当学園には、他の学園よりも多くの教師が残り、学園の正常化に向けて励んでいる。
補足：公立にしては施設が非常に充実している。

## NPC
アンナ
『ヨーグルティング』イメージキャラクター。
新入生にアドバイスをくれる。画面右下や箱争奪画面にいる2頭身キャラも彼女である。チャイナと親友。ジャガーノートハンマーを愛用している。
エスティバー学園セーブポイント管理担当。
ナナ
アンナの妹。
宵月学院セーブポイント管理担当。

### 宵月学院
ルーベン＝シェパード
宵月学院の生徒会長。生徒会長で、学校一の剣の達人。女性からの人気は高いが、非常に寡黙。話すときは主に英語を用いる。最近は多忙。任務のために名剣を集めている。
シンソヒョン
新聞部部長を兼任している。冷徹な分析力と卓越な話術を持ち、言論操作等の裏作業もお手の物。エスティバーのグレイと情報交換する等、他の学園の無限放学現象に関してもかなり詳しい様子である。
同好会処理を担当。
水蓮（すいれん）
バーモント神父に育てられている子狐姉妹の姉。掃除マニア。
火蓮（かれん）
神父に育てられている子狐姉妹の妹。バーモント神父に反発している。
カレーに飽きた。フォクシーを使役する。2か月風呂に入っていない。ヒョンランに惚れている。
暗田（くらた）
気の弱そうな変り者で、一般生徒に怪しげなアイテムを売り捌いて部費を稼いでいる。生徒会から要注意人物視されている。フルネームは暗田太一。トラブルメーカー。
バーモント神父
四十代の中年の神父。かつては教皇庁きってのエクソシストで地下の狐の妖怪を封印したのはこの人であると言われている。
得意料理はカレー。
スピリットスキル販売。
サム先生
教育委員会から派遣された。新入生の教育および状況報告が仕事。1日2交代勤務で、勤務の時は熊の着ぐるみを着用。ベン先生とは中の人が違うらしい。臆病な性格。
妖艶（ようえん）
保健の先生。名前とは裏腹な、10歳の女の子。7歳で医大に入学、9歳で卒業した天才だが、平凡な人付き合いも必要とされ、宵月学院に赴任。しかしEVPの発生により、宵月学院の唯一の正規教師となる（EVPですら、彼女を教師と認識出来なかった）。進級条件を満たせば、進級させて貰える。幽霊が大の苦手。
メイと友達。進級処理も担当。
No.27
電話で通販ができる。
インジェクト
給食の配給を担当。
ホヤン
幽霊生徒。詩人。
メイイェン
幽霊生徒。オルガン少女。
シャオリーン
「あのお方」を指す人物。オカルト研究部部長。
ハチ
そばかす少女。火蓮とは仲が悪い。コッコーの世話をしている。
グローブスキル販売。
祠堂の女人
火蓮と水蓮の母であり、祠堂の主人。

### エスティバー学園
チャイナ
生徒会のアイドルで大らかな性格の美人。単に美人だからスカウトされたという噂。生徒会らしい活動をしている姿は誰も見たことがないというキャラクター設定だが、ゲーム中では真面目に同好会の予算に頭を悩ませている様子が見られる。
グレイ
元ロボット研究部の部長で、現生徒会の実行委員長。自ら巨大ロボットを設計したことも。どうやらアンティークの破片を集めているらしい。次元教室にいるクリスティーンに惚れている。
モカ
伝説級のドジっ子。気が弱いけれど、生徒会の書記の仕事を彼女なりにがんばっている。スーチョンに片思いをしている。
ベン先生（本名不明）
教育委員会から派遣された。新入生の教育および状況報告が仕事。1日2交代勤務で、勤務の時は熊の着ぐるみを着用。中に誰が入っているか誰もわからない。臆病な性格。
No.2
ペンギン姿で（日本版では）大阪弁で喋る、エスティバー学園購買部のおばさん。売店は各学園ごとに運営されているフランチャイズ商店で、運営者は番号が変わるだけで姿と性格は皆似ている。
電話で通販ができる。
四刀丸（ヨチマル）
無限放学現象後、突然エスティバー学園に現れた異世界のサムライ。よく学園の隅で焚き火をして、ウッドヘリアンと談話しながら羊の丸焼きを食べている所が目撃される。
約700年前からやってきたらしい。
ブレードスキル販売。
ビアンカ
独身。大きなお屋敷で、執事のステファノと2人暮らし。学校中の美少年を我が物にしようと画策しているとか、商店街に強力な支配力を持つ有力なマフィアの娘だとか、いろいろな噂がある。高慢ちきだが、生徒の健康には気を使っているいい先生らしい。
怒るとミサイルランチャーを乱射し大暴れする。若いと保険が安く済むので禁煙をするつもりがない事から自身の健康管理はしていない。
進級処理も担当。
ステファノ
ビアンカ邸の執事。設定上は普通の人間のはずだが、エピソード内の戦闘場面では5メーター程もある巨躯。
スーチョン
自称次期生徒会長。野心が強いだけの馬鹿という噂も。
馬鹿そのもの。裏入学で入学し、テストはカンニングという噂も。
稀代のトラブルメーカーだが、あまりのバカっぷりにプレイヤー人気は高い。
アリーナ
音楽をこよなく愛する。ボーイッシュ。
ミューラスキル販売。
ヒョンラン
ワイルドな外観に内気な性格がミスマッチ。羊をこよなく愛する。
カルテ
ビアンカ先生の助手。同僚のチャートは恋人。
リエズ
見事な腹筋の女性体育教師。ベン先生の妻。
ページ
図書館の管理者。貸し出し図書の延滞に頭を悩ませている。
ソムンヤン
生徒指導を担当、優雅な韓服をまとった基本的に上品な物腰の女性だが、ラッチューが嫌いでラッチューが関係すると言葉使いが乱暴になる。フランソワというペットを飼っているらしい。
マオ＝シャオピン
一見、残った教師の中では最もマトモそうな人物。
ペコー
白猫。
ラミン
黒猫。
ジョニー
温室の管理人。逞しい巨漢の若い男性だが、多くのエピソードで敵に捕われ救出対象となる。
メイ
温室管理補佐。ジョニーのことが好き、妖艶とは友達。
マオ＝シャオピンの行動を不審に思っている。
変熊
変態ではなく変熊。未成年に相応しくない本の売買を持ちかけてくる変質者。戦闘スタイルは黒の女性用ビキニにムチ装備という異様な格好だが戦闘力は高い。
ワルグマー
アロハシャツを着た不良。数で圧倒するザコ敵。
ドワルグマー
パンクファッション入っている不良。ワルグマーの上位互換。
ドロシー
図書館に棲むイタズラ好きの幽霊。
ボボカン
アナクロな外見のロボットだが、既に喋れるほど技術が発達している。炊事洗濯、サーチ＆デストロイと多彩。ロボット研究会の成果物。ドロシーの忠実な配下として多数登場する他に、ビアンカ邸にも配備されており相当数量産されている模様。
クリスティーン
アンティークの事を知っている。

### モンスター
ソソ
立方体の箱から針金状の2本足が生えた最弱クラスの敵生物。
本ゲームのマスコットキャラ的扱いでグッズ化もされた。

### 用語
無限放学現象

## ゲームシステム
フィールド上では基本的にMMORPGだが、個別の「エピソード」と呼ばれるものがあり、こちらは最大8人でのMORPGとなる。
「エピソード」には個々に適正レベル（当初はPOWと呼ばれるパワーアップ回数だった）が設定されており、この適正レベルを一定値以上超過したキャラクターである場合、「エピソード」への参加はできるが得られる経験値は大幅に減少する。
各「エピソード」は複数のMAPから構成され、クリア条件もストーリーに合わせてそれぞれに設定されており、オンラインゲームにありがちな単純な殲滅戦ばかりではない。このMAPのすべてをクリアすると1エピソードが終了する。
「エピソード」内の戦闘は基本的に圧倒的多数の敵に対して少数のプレイヤーキャラクターという構図になり、「周りを大量の敵に囲まれ、いわゆるタコ殴りにされながら戦う」という展開がごく普通である。また、敵からは武器や素材（強化や換金用）がドロップされるが、それらは「エピソード」完了後に一緒に戦ったプレイヤーにランダムに配分されるため、いわゆる「横殴り」に起因するトラブルが起こる事はほとんどない。経験値は「エピソード」完了時にその達成度に応じて全員に渡されるシステムで、なおかつ戦闘の構図が敵圧倒的多数でそれを全滅させることが次のMAPに進む為の条件というものも多いゆえ、むしろ手が空いたならば横殴り的にでも積極的に敵を倒し続けて仲間をサポートしていくという戦い方が攻略の基本である。
使用できる武器は下記の4種類で、デモ画面以外の任意のタイミングで武器を（持っていれば）切り替えて戦うことが出来る。
- 剣系

前方に展開する敵を横になぎ払う近接武器。最大3体まで同時攻撃可能。
- グローブ系

前方に展開する任意の敵1体に対して攻撃を行う（ただし狙う方角によっては最大3体まで同時攻撃可能）剣系に比べて威力が大きく攻撃速度が速い。英語表記が「Glorb」なのは宝玉（orb）が埋め込まれているため。
- スピリット系

背に背負った形で精霊の力をかりて遠距離攻撃を行う武器。天使や爆撃機の翼などという格好の武器が多い。スペシャル攻撃は大威力かつ広範囲のものが多く、殲滅戦に向く。
- ミューラ系

ヘッドホンのように耳に装着し、音で相手を攻撃する中～長距離武器。スペシャル攻撃には周囲の回復等の支援的能力を持ったものもある。
装備時には常時踊るようなポーズになるため、サービス開始当初は集団でミューラを装着し、踊り狂う「ダンス部」が多数発生した。
回復薬である「ミルク」等を大量に消費するため、「エピソード」内でも標準装備の携帯電話でNPCからアイテムを購入することが可能である（購入したアイテムは宅配便でどんな激戦中でもPCの元に瞬時に届く）。

## 当初の展開と評価
日本でのサービスは、ネオウィズとガンホー・オンライン・エンターテイメントの間で3年間の商用契約が交わされ、契約金は340万ドルおよび売上げの一定比率。ガンホーの日本側担当者によれば、これは契約金だけではなく日本向けローカライズおよび独自展開のための開発協力金を含むとのこと。
日本サービスは「ハーモニカワールド」「カスタネットワールド」「フルートワールド」の3サーバー体制で正式サービスが開始され、2006年2月からテスト用サーバーとして「ウクレレワールド」が追加された。
だが、特に日本版についてはおよそ好調とは言い難い低調な状態に終始することになった。これについて開発プロデューサーは、「翻訳以上の日本向けローカライズは特にしないのが基本方針だった」とコメントしており、また「韓国とは違ったローカライズを加えなかったのは失敗だった」ともコメントしている（これについては、ネオウィズ側の契約不履行ではないかという声も一部に聞かれている）。このような理由により、日本版においても、日本人調の名前のNPCが極端に少なかった事もあり、後述する「暗田」のキャラクター描写に批判が集中した。
実際、当初のゲームシステムは将来性を期待させるものであったものの完成度はまだ総じて低く、また、前述のように日本人的な名前のNPCが少ない事に加え、その他のキャラクター設定にしても、表面上まともな人物として描写をされている校内の優良児的なキャラクター（ただし、エピソードの進展に伴って裏の一面を見せるキャラクターが多い）には西洋風・韓国風の名前、当初から不思議な外見やエキセントリックな言動のキャラクター、胡散臭い言動のキャラクターに東洋風の名前が多く付けられるなど、日本では馴染み難い、ある意味では韓国の国外でも商業展開をする商品として製作されているとは思えないような、開発スタッフの国際的なバランス感覚の欠如が露になっているとの指摘が相次いだ。
なお、ほぼ同じ状況のタイ版において、上記のような反応があったかの詳細は不明。
これらが日本向けカスタマイズも無くそのまま日本版に持ち込まれている事も、韓国文化に対するステレオタイプ的な偏見を持つ層には特に不評を買った。特に同様にシナリオに登場するトラブルメーカーのNPCであっても、日本調の名である「暗田」が低姿勢でズル賢い上に弱そうなオカルトオタクとして宵月学院の学内でもアウトサイダー的な位置に身を置く策士であるのに対し、韓国調の名である「スーチョン」はエスティバー学園生徒会の一員で高圧的で、自分では逞しく有能ぶっているが、実際は無能なへたれである上、バカ丸出しの言動でプレイヤーたちを振り回すトラブルメーカーであることが、ごく序盤のエピソードで露呈するという、さながら嫌韓本の描写のような設定であった。
これらの事が、日本国内においてはインターネット上の匿名掲示板などで、かねてより反日感情を苦々しく思っていた人々を徒に刺激する事になってしまい、匿名掲示板などでネガティブキャンペーンやバッシングが繰り広げられる原因ともなった。
そもそも日本やタイでの評価を語る以前の問題として、最初のメジャーアップデートとして実施された『2がっき』アップデートが大失敗作と言うより他ない内容で、本家韓国では建て直しを早期に諦めて運営自体を終了しているものの、日本とタイではその後も現地の契約先の運営会社によって運営が継続された事は上記の事情と比べると皮肉な結果である。だが、以降は運営を継続している日本版でも、大規模なアップデートや新要素の追加ができなくなってしまった為にゲーム内の過疎化を食い止める事ができず、2007年3月29日、従来の3サーバー体制を廃し後継サーバーとして「オルガンワールド」を新設、こちらに従来の3サーバーのキャラクターを統合し、1サーバー体制での運営となった。
だが状況は好転せず、運営打ち切りがささやかれ続ける中、サーバー統合後3年以上もの間、一部の熱心な固定ファンに支えられる形で異例とも言える運営が続いたが、2010年5月14日、遂に日本版サービスの終了に至った。

## ヨーグルティング 2がっき
2006年11月22日、システムのメジャーアップデートが実施され、「ヨーグルティング 2がっき」がスタートした（韓国では9月にスタート）。前作ではエスティバー学園、宵月学園の常駐NPCとして両校ともアンナが担当していたが、「2がっき」からはアンナの妹分としてナナが登場、宵月学園側のNPCとして追加された。
大きな変更点は以下の通り
- 武器／防具システムの大幅な変更（源石システムの導入）

従来は武器は学年とランク毎に装備可能条件と攻撃力が設定されていたが、これが廃止となり、各武器の種類毎に「源石」というものを組み込む形となった。各源石は学年毎に1次～4次に分かれ装備できるレベルが異なり、さらにその中にC-～A+のランクが存在する。（ランクB以上は武器に従来の高レベル強化した場合のエフェクトがつくようになる）源石はフィールド中の敵を倒すことで入手可能になるが、一旦組み込まれた場合、通常は取り外しができず、源石を破壊するしかない。
防具についても従来は防御値がすべて同一であり、オシャレ以外の要素がなかったが、同様に「源石」を組み込み防御力を得ることができるようになった。
- フィールドの変更

従来はフィールドは安全地帯であり、まったりチャットする者たちに好まれたが、一部のフィールドにモンスターが出現するようになり、このモンスターを倒すことで各武器、防具の種類毎の源石が入手できるようになった。
他方で、特に「世界樹」フィールドのチャットエリアとしての人気は高く、大規模な抗議を受けて日本では世界樹エリアの敵は全てパッシブ（非アクティブ）のものに変更されるほどだった。
- スキルシステムの変更

従来はスキルは各武器に個別に設定されていた（このため攻撃力の低めの武器でも回復・支援用に使う事が可能だった）が、「2がっき」からは、スキルをPCが購入・習得していく形となった。このため、武器の差が基本的に外見のみとなり、組み込む源石の性能やプレイヤーキャラのスキルが重要視されることになった。
それ以前のヨーグルティングは、ゲーム世界が学園の敷地内に限定されたフィールドのみということで、何をすればいいか判らない初心者でもそれなりにとっつきやすく、独特のまったり感があり、エピソードを数多くこなすというより同好会のノリで集まってエピソードをやりつつ、気軽なチャットを楽しむというプレイヤーが多かった。またガンホーが行ったアンケートでも、別のオンラインゲームのプレイの合間にプレイするセカンドプレイ層のユーザーが多かったという結果が出ていた。
そのため、課金アイテムおよび戦闘中心に偏重したシステムに変貌する「2がっき」へのアップデートに際して、反対の意を唱える一部プレイヤーによる抗議行動も展開された。韓国版、日本版いずれにおいても、「2がっき」スタート後にゲームシステムの激変になじめなかったプレイヤーが多く、この者たちが一気に離れてしまったと言われている。
このように、ヨーグルティングをアバターチャットやメタバースとして捉えていたライト層には、この改変は概ね不評だった。一方で、元々ゲーム性の高いゲームシステムとは言い難く、メジャーアップデートでのゲームシステムの大幅な拡充を期待していたゲーマー層にもまた、「2がっき」のアップデート内容が期待値を下回ったとして、見切りをつけたプレイヤーが多かったとされる。
公式ホームページで配布していた本作のデモムービーに「10th Class」という表記が見られる事から考えれば、当初は全10学年程度のゲーム規模とする構想であった事が窺われるものの、結局はその中途、6年生までが実装された段階で開発が打ち切られる事となってしまった。なお日本版では運営終了まで6年生の実装は行われず、5年生までの「エピソード」しかプレイすることができなかった。

## 韓国版の破綻と日本版のその後
2007年1月23日、本国である韓国公式サイトにて「これ以上のサービス維持が困難になった」事を理由として、同年2月27日をもって韓国版ヨーグルティングのサービスを全て終了すると発表。これに関して開発プロデューサーは「2がっき」へのアップデートを絡めて「プレイヤー達の意見に頼って、ゲーム内容をあまりに無理矢理変更しようとしたことが、最大の間違いだった」とコメントしており、事実上の運営破綻であった事を認めている。また、システムの完成度の低さや、韓国版・日本版の業績不振の事実も認めており、それらを破綻の要因として示唆している。
日本版のその後についてガンホーは同年1月24日に、韓国でのサービス終了後もこのままサービスを継続してゆくことを発表した。しかし、その時点で既に韓国での開発チームは既に消滅しており、日本版継続の為の新規開発の続行や、開発データやローカライズ作業用データの日本側運営会社などへの引継ぎなども行われなかった。そのため、これ以降は、新モンスター・新エリア・新学年といった新規開発を要するメジャーアップデートはなく、ガンホー側では既存リソースのチューニングや、配置や台詞や服のテクスチャの色などの入れ替えのみで済む、日本側運営会社のみでも実施が可能な簡易なカスタマイズのみを行うとしていたが、実際はNPCの台詞変更や既存イベントの使いまわし等サーバー側の小規模な変更に留まり、テクスチャの色などクライアントへのパッチが実施されることはなかった。
また、開発チームの消滅により必要な公式素材が入手できなくなった為か、それ以降は日本版ホームページの更新は文字による情報のみが更新される極めて単調な状態が続いた。
このような状態で、また話題にも全く乏しく、著しい過疎化というある意味で末期的な状態に陥りながらも、なぜか日本版の運営はその後3年以上も打ち切られる事無く継続されたが、さすがに開発側のサポートが無く新要素も無いゲーム運営は困難を極め、ついには2010年5月14日をもってのサービス終了となった。
2010年5月7日の卒業式イベントには終了を惜しむ者が殺到し、ゲームサーバーがダウンするという珍事が起こった。

## 沿革
- 2004年6月23日 韓国でネオウィズがヨーグルティング発表
- 2004年7月7日～7月11日 韓国サーバーのクローズドベータテスト開始（1次）
- 2004年9月9日～9月16日 韓国サーバーのクローズドベータテスト開始（2次）
- 2004年9月23日 ネオウィズとガンホーが契約
- 2004年9月24日 東京ゲームショウ2004のガンホーブースにて日本サービスを発表
- 2004年12月23日～2005年1月9日 韓国サーバーのクローズドベータテスト開始（3次）
- 2005年4月26日～5月3日 韓国サーバーのクローズドベータテスト開始（4次）
- 2005年5月10日 韓国サーバーのオープンベータテスト開始
- 2005年7月28日 日本サービスの詳細発表
- 2005年9月1日 日本サーバーのクローズドベータテスト開始
- 2005年9月9日 日本サーバーのプレオープンベータテスト開始。「ハーモニカワールド」「カスタネットワールド」オープン
- 2005年9月12日 日本サーバーのオープンベータテスト開始。「フルートワールド」オープン
- 2005年11月20日 日本サーバーのベータテスト終了
- 2005年11月24日 日本サーバーの正式サービス開始
- 2005年12月13日 ネオウィズとIni3が契約
- 2005年12月 開発元のエヌティックスソフトの開発スタッフが多数退社
- 2006年2月1日 日本サーバーにテスト用として「ウクレレワールド」がオープン
- 2006年2月2日 エヌティックスソフトがレッドダックに社名変更
- 2006年3月9日 15:00 タイサーバーのクローズドベータテスト開始
- 2006年3月19日 タイサーバーのオープンベータテスト開始
- 2006年9月 韓国サーバーに「ヨーグルティング2がっき」導入
- 2006年11月22日 日本サーバーに「ヨーグルティング2がっき」導入
- 2007年1月23日 韓国サーバーのサービス終了を発表
- 2007年2月27日 韓国サーバーのサービス終了
- 2007年3月29日 日本サーバー、従来の3サーバーを1サーバー「オルガンワールド」に統合
- 2010年5月7日 卒業式イベントに於いて日本独自のシナリオ終結。
- 2010年5月14日 日本サーバーのサービス終了
- 2011年3月29日 タイサーバーのサービス終了

## サーバエミュレータ
現在終了を惜しむ有志の手によりサーバエミュレータが開発されており、タイでのサービス終了後は唯一プレイできる存在となる。開発はヨーグルティングSNSにて進行している。利用に関して法的に直接罰せられることはない。